# Nazionale maschile di rugby a 7 del Cile
La nazionale di rugby a 7 del Cile è la selezione che rappresenta il Cile a livello internazionale nel rugby a 7.
Il Cile partecipa regolarmente alle World Rugby Sevens Challenger Series e vanta due presenze alla Coppa del Mondo (nel 2001 e nel 2018), non riuscendo a superare il 17º posto in entrambe le occasioni. Tra i principali risultati raggiunti figura la vittoria ai Giochi sudamericani di Cochabamba 2018.

## Palmarès
- Giochi sudamericani

Santiago del Cile 2014: medaglia di bronzo
Cochabamba 2018: medaglia d'oro
- Giochi bolivariani

Trujillo 2013: medaglia d'oro
Santa Marta 2017: medaglia d'oro

## Partecipazioni ai principali tornei internazionali
- 1993: n.p.
- 1997: n.p.
- 2001: vincitore Bowl
- 2005: n.p.
- 2009: n.p.
- 2013: n.p.
- 2018: 17º posto

- 2011: 5º posto
- 2015: 5º posto
- 2019: 5º posto

- 2014:  3º posto
- 2018:  1º posto